# Provincia del Cañar
Cañar es una de las veinticuatro provincias que conforman la República del Ecuador, situada en el sur del país, en la zona geográfica conocida como región interandina o sierra, principalmente sobre la hoya del Cañar. Su capital administrativa es la ciudad de Azogues, mientras que la urbe más grande y poblada es La Troncal. Ocupa un territorio de unos 3232,18 km², siendo la provincia del país más pequeña por extensión. Limita al norte con Chimborazo, al sur con Azuay, por el occidente con Guayas y al este con Morona Santiago.
En el territorio cañarense, habitan 227.578 personas, según el último censo (2022), siendo la decimoquinta provincia más poblada del país. La provincia de Cañar está constituida por siete cantones, de las cuales se derivan sus respectivas parroquias urbanas y rurales. Según el último ordenamiento territorial, la provincia de Cañar pertenecerá a una región comprendida también por las provincias de Azuay y Morona Santiago, aunque no esté oficialmente conformada, denominada Región Centro Sur.
En el aspecto agrario, existe variedad de cultivos como trigo, cebada, papas, verduras, legumbres, hortalizas y áreas de pastizales en las zonas templadas. En los sectores cálidos, se produce café, arroz, caña de azúcar, banano y varias frutas de tipo tropical. En las áreas boscosas, se puede encontrar especies tales como cedro, laurel, palo prieto e ishpingo. La ganadería tiene su mayor importancia en la crianza de ganado vacuno, lo que permite una buena producción de leche y carne. La pequeña industria y de manufactura es considerada valiosa fuente de ingresos económicos, principalmente en las ramas alimenticia, del calzado, textil y muebles de madera.
Tuvo distintos períodos migratorios provenientes de la serranía como los cañaris. Más adelante, fue conquistada por los incas al mando de Túpac Yupanqui. La colonización española se dio cuando Francisco Pizarro comisionó al capitán Rodrigo Núñez de Bonilla para que ejerza las funciones de encomendero en el repartimiento de la provincia de los cañaris o Tomebamba en 1538. Después de la guerra independentista y la anexión del Ecuador a la Gran Colombia, se crea la provincia de Azuay, el 25 de junio de 1824, en la que dentro de sus límites se encontraba el actual territorio cañarense. El 3 de noviembre de 1880, se crea la decimotercera provincia del país, la provincia de Azogues, que posteriormente cambiaría su nombre a Cañar.

## Historia
Tuvo distintos períodos migratorios provenientes de la serranía como los Cañaris,más adelante fue conquistada por los incas al mando de Túpac Yupanqui. Su etnia mayoritaria es la cañaris

## Geografía

### Límites provinciales
Siguiendo el sentido de las agujas del reloj, la provincia del Cañar limita con estas otras provincias ecuatorianas:
- Al norte: Chimborazo.
- Al este: Morona Santiago y Azuay.
- Al sur: Azuay.
- Al oeste: el Guayas.

### Clima
Sus pisos climáticos están establecidos de la misma forma que en el resto de provincias en la serranía ecuatoriana, es decir, clima de Páramo en las altas mesetas; mesotérmico húmedo y semihúmedo al interior de la provincia y tropical monzón en las partes bajas de las estribaciones occidentales.

### Hidrografía
El relieve es montañoso y ocupa en su mayor parte la hoya del Cañar, que se encuentra encerrada por los macizos del nudo del Azuay y de curiquingue-Buerán, sin llegar a limitar con la cordillera oriental debido a la presencia de las montañas de Cancay, Buerán y los cerros de Molobog. Algunas elevaciones de la región son: Coronado (4.518 m), Cerro Molobog rande (3.838 m).
Su sistema hidrográfico está estructurado por una serie de ríos que como el Molobog, Chicales, Tigsa y Mazar, irrigando extensas zonas, lo que facilita la producción agropecuaria.

## Gobierno y política

### Política
La estructura política de Cañar está conformada por el Gobierno Autónomo Descentralizado Provincial denominado comúnmente como «Prefectura», la cual es una persona jurídica de derecho público que goza de autonomía política, administrativa y financiera, y ejerce las funciones ejecutivas, legislativas y de fiscalización dentro de la circunscripción territorial de la provincia. La sede de este gobierno seccional está en la ciudad de Azogues, en calidad de capital provincial.
El gobierno provincial está conformada por un prefecto, un viceprefecto y el consejo provincial. El prefecto es la máxima autoridad y representante legal de la función ejecutiva dentro de la provincia y es elegido en binomio junto al viceprefecto por votación popular en las urnas. El consejo provincial es el órgano de legislación y fiscalización del gobierno provincial, y está integrado por el prefecto -quien lo preside con voto dirimente-, el viceprefecto, los alcaldes de los siete cantones cañarenses, y representantes de los gobiernos de las parroquias rurales. En la actualidad el cargo de prefecto lo ejerce Marcelo Jaramillo, elegido para el periodo 2023 - 2027. 
Paralelo al Gobierno Autónomo Descentralizado Provincial del Cañar, el poder ejecutivo del presidente de la República está representado en la provincia por el gobernador. El cargo de gobernador es ocupado por un individuo designado por el presidente de la República, y puede durar en sus funciones indefinidamente mientras así lo decida el primer mandatario del país. Actualmente, el gobernador de la provincia es René Sarmiento.

### División administrativa

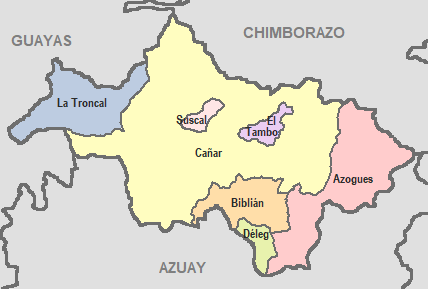
Cantones de Cañar.

Cañar está dividido en siete cantones, que a su vez están conformados por parroquias urbanas y rurales. Cada uno de los cantones son administrados a través de una municipalidad y un consejo cantonal, los cuales son elegidos por la población de sus respectivos cantones. La responsabilidad de estos cantones es realizar el mantenimiento de carreteras, administrar los presupuestos del gobierno del estado para programas de asistencia social y económica, y administrar, infraestructuras tales como parques y sistemas de saneamiento básico.
|                                                                             | Cantón     | Población (2022) | Área (km²) | Cabecera cantonal | Población (2022) |
| --------------------------------------------------------------------------- | ---------- | ---------------- | ---------- | ----------------- | ---------------- |
| [[Archivo:\|class=notpageimage noviewer\|30px\|border\|Bandera de Azogues]] | Azogues    | 74 515           | 617        | Azogues           | 35 763           |
|                                                                             | Biblián    | 18 852           | 277        | Biblián           | 5728             |
|                                                                             | Cañar      | 52 150           | 1804       | Cañar             | 13 148           |
|                                                                             | Déleg      | 6046             | 78         | Déleg             | 645              |
|                                                                             | El Tambo   | 9285             | 65         | El Tambo          | 5202             |
|                                                                             | La Troncal | 62 103           | 324        | La Troncal        | 39 600           |
|                                                                             | Suscal     | 4627             | 31         | Suscal            | 1012             |

## Turismo

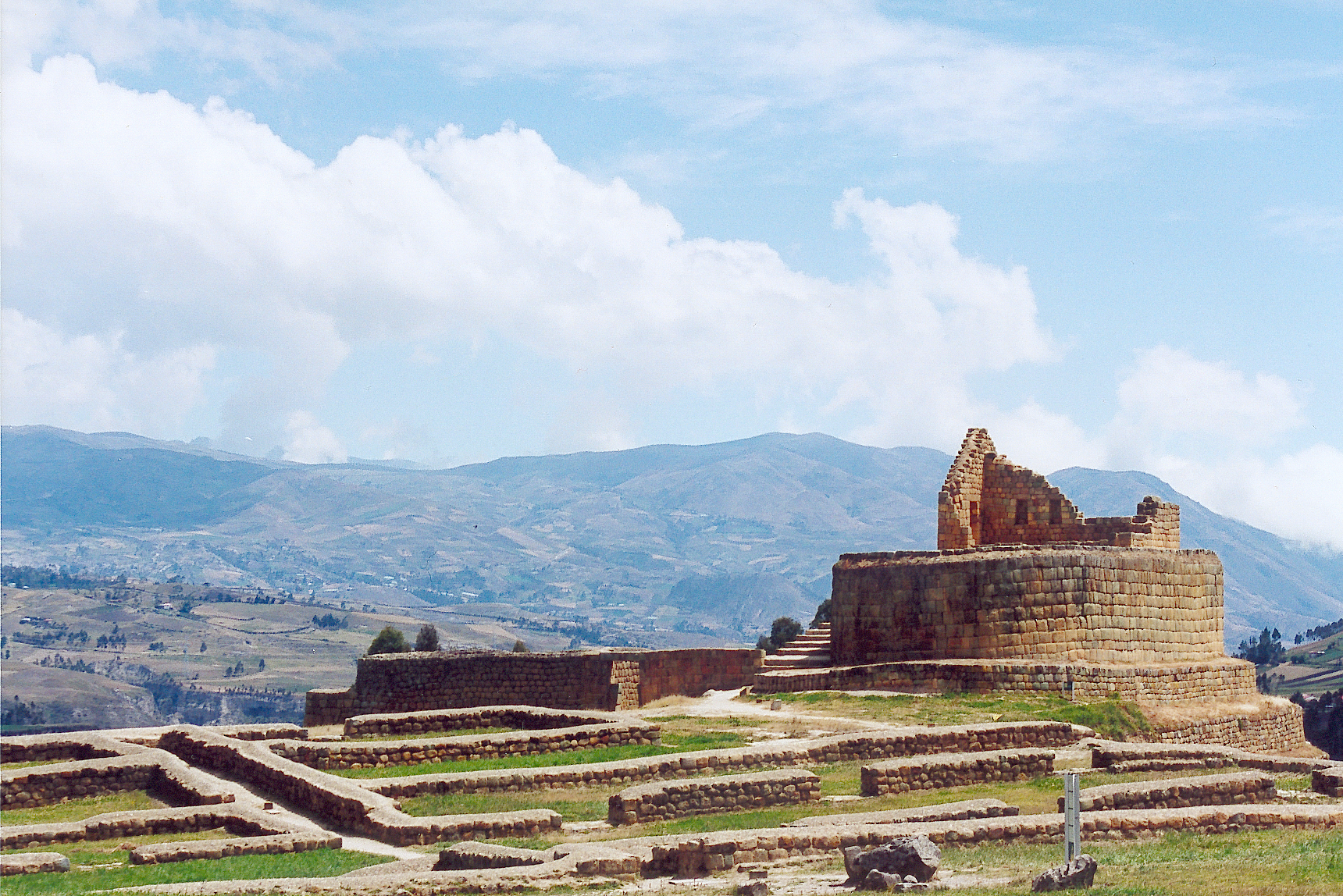
Vista del Sitio Arqueológico de Ingapirca

La provincia destaca como uno de los sitios turísticos más importantes del país, destacándose entre otros la Fortaleza de Ingapirca, la Laguna de Culebrillas y la ciudad de Azogues.
Azogues: conocida como "La Obrera del Sur".
Ruinas de Ingapirca: Es una construcción auténticamente incásica, hecha a principios del siglo XVI de nuestra era, habiendo podido ser un observatorio del sol y la luna poco tiempo antes de la llegada de los españoles a esa zona. El conjunto de vestigios arqueológicos de Ingapirca es registrado por el mundo exterior al menos desde mediados del siglo XVIII, aunque existen referencias sobre el lugar en que se encuentran estas edificaciones -- valle del Cañar -- desde el siglo XVI, cuando se lo conocía como la provincia de Hatun Cañar (quichua: Hatun Kañar), que significa "el lugar grande de los cañar".
Biblián: Aquí está el famoso Santuario de la Gruta de la Virgen del Rocío, de Sorprendente belleza. La Catedral tallada en la roca está edificada en lo alto de una colina de laderas desiguales.
El Tambo: Debe su nombre a que en la época incaica se denominaba "Tambos" a los sitios de descanso o de parada en viajes largos hacia algún lugar. Es una pequeña población que cuenta con una iglesia bien restaurada, con varias piezas de arte religioso.
Déleg: Es la parroquia más antigua, y el hermoso campanario de su iglesia corresponde a la época virreinal.
Abuga: Se muestra gallardo e importante en forma piramidal, es la montaña emblemática del origen de los cañaris.
Cerro Cojitambo: Sitio estratégico donde se domina toda la región, existen vestigios arqueológicos de lo que pudo haber sido un pucará cañari inka.
Balneario de Yanayacú: Es muy atractivo para el turista por sus aguas saludables.
Cementerio de los Cañaris: En las cercanías del Cañar está un lugar conocido como cerro Narrio, antiguo cementerio de los cañaris.
Laguna de Culebrillas: El paisaje que rodea a la laguna le sorprenderá. a unos 500 metros de la laguna está el Tambo de Paredones.

## Demografía

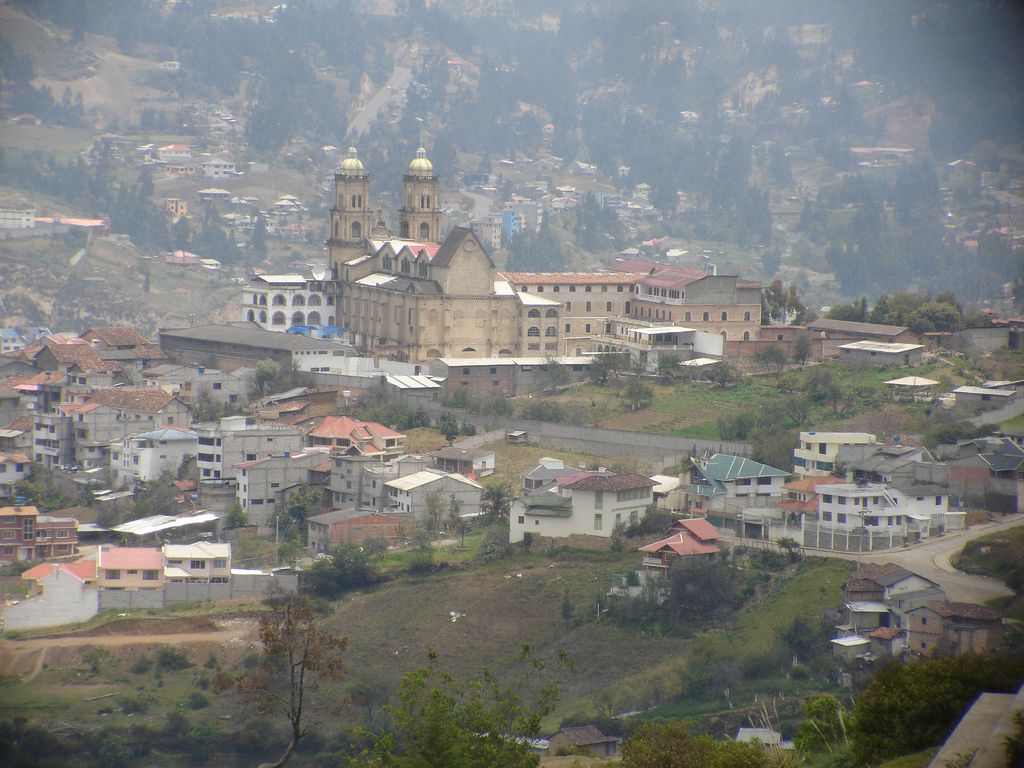
Azogues, capital de la provincia.

La ciudad de Azogues según el censo 2010 no es la ciudad más poblada de la provincia, ese título la lleva la ciudad costera de La Troncal que según el censo 2010, tenía 35.259 habitantes en zona urbana en tanto que Azogues tenía en el área urbana 33.848. Sin embargo, Debido a que Azogues forma parte de la conurbación de Cuenca-Azogues, Es considerada gran parte de la zona metropolitana de Cuenca que está a 37 kilómetros de distancia. La Provincia del Cañar junto con las provincias de Los Ríos, Santa Elena, Galápagos y Manabí, es de las pocas cuya capital no es la ciudad más poblada.

## Economía

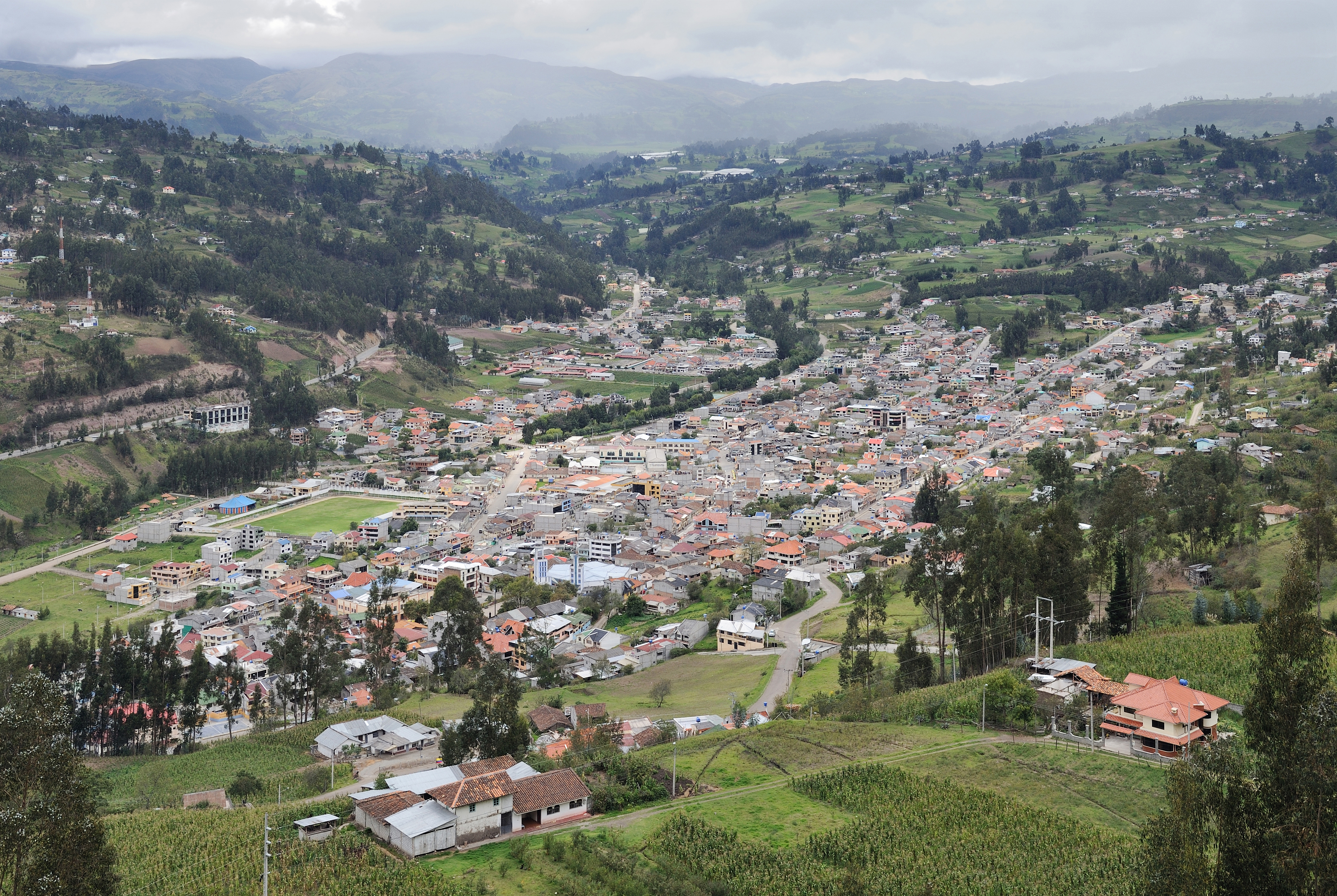
Vista de la ciudad de Biblián.

En el aspecto agrario existe variedad de cultivos como trigo, cebada, papas, verduras, legumbres, hortalizas y áreas de pastizales en las zonas templadas; en los sectores cálidos se produce café, arroz, caña de azúcar, banano y varias frutas de tipo tropical. En las áreas boscosas se puede encontrar especies tales como cedro, laurel, palo prieto e ishpingo.
La ganadería tiene su mayor importancia en la crianza de ganado vacuno, lo que permite una buena producción de leche y carne.
La pequeña industria y de manufactura es considerada valiosa fuente de ingresos económicos, principalmente en las ramas alimenticia, del calzado, textil y muebles de madera. Es necesario mencionar a la fábrica de Cemento Guapán y al Ingenio Aztra como elementos destacados de la economía provincial y nacional. En el área minera existen yacimientos poco explotados de caolín, arcilla, bentonita y carbón, en lugares cercanos a la ciudad de Azogues.